# Linea 4 (metropolitana di New York)
La linea 4 Lexington Avenue Express è una linea della metropolitana di New York, che collega la città da nord, con capolinea presso la stazione di Woodlawn, a sud, con capolinea presso Crown Heights-Utica Avenue. È indicata con il colore verde mela poiché la trunk line utilizzata a Manhattan è la linea IRT Lexington Avenue.

## Storia

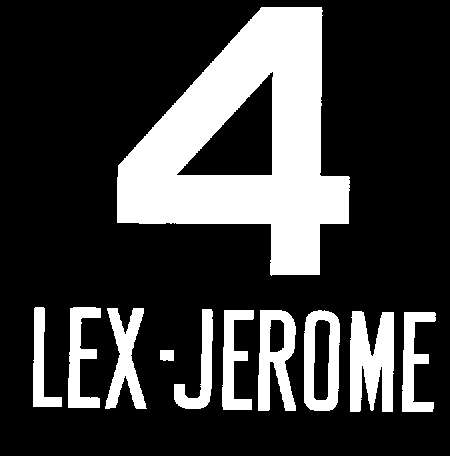
Simbolo R2-R36.

Simbolo 1967-1979.

Durante l'estensione della linea IRT Lexington Avenue a nord della stazione 42nd Street - Grand Central Terminal, treni navetta utilizzavano la linea IRT Jerome Avenue (che a quel tempo era solo tra East 149th Street - Grand Concourse e Kingsbridge Road).
Il 17 luglio 1918, la linea IRT Jerome Avenue e la linea IRT Lexington Avenue sono state completate e il collegamento con la linea IRT Broadway-Seventh Avenue a 42nd Street è stato rimosso. I treni cominciarono così a correre tra Woodlawn e Bowling Green.
A partire dal 24 novembre 1925, nell'ora di punta i treni correvano verso Crown Heights-Utica Avenue. Nel corso dei successivi tre anni, il servizio dei treni è stato progressivamente esteso durante altri orari.
A partire dal 20 dicembre 1946, il servizio dei treni durante la notte è stato esteso da Utica a New Lots Avenue.
Dal 1950 al 1957 c'è stato un servizio limitato all'ora di punta verso Flatbush Avenue-Brooklyn College sulla linea IRT Nostrand Avenue.
A partire dall'8 aprile 1960, i treni notturni sono stati dirottati verso Flatbush Avenue.
A partire dal 1979, i treni effettuavano un servizio locale a Manhattan durante le ore notturne per sostituire la linea 6, ridotta a un servizio navetta tra 125th Street e Pelham Bay Park.
Dal 10 luglio 1983, il servizio attuale della linea 4 è stato creato, fatta eccezione per i treni di mezzogiorno che correvano solo verso Atlantic Avenue. Il 18 gennaio del 1988, i treni sono stati estesi anche verso Utica Avenue.
Dall'8 giugno 2009, al 26 giugno 2009, la New York City Transit Authority ha condotto un programma pilota per un servizio espresso sulla Jerome Avenue Line. Quattro mattine dei giorni feriali nelle ore di punta i treni verso Woodlawn fermavano a Mosholu Parkway, Burnside Avenue e 149th Street - Grand Concourse prima di riprendere il servizio regolare a Manhattan e Brooklyn.
Il 26 ottobre 2009, un altro programma pilota per un servizio espresso è stato attuato sulla base del successo del primo e le corse sono continuata fino all'11 dicembre 2009. Questo programma è stato lo stesso di quello di giugno, tranne per il fatto che i treni espressi fermavano a Bedford Park Boulevard-Lehman College.
A causa dei lavori di riparazione dei danni causati dall'uragano Sandy al Clark Street Tunnel della linea IRT Broadway-Seventh Avenue, dal 17 giugno 2017 al 24 giugno 2018 la linea 4 venne estesa a New Lots Avenue durante tutti i fine settimana, effettuando a Brooklyn un servizio locale a sud della stazione di Nevins Street, in sostituzione della linea 3 che terminava invece a 14th Street.

## Il servizio
Come il resto della rete, la linea 4 Lexington Avenue Express è sempre attiva, 24 ore su 24. A seconda delle fasce orarie il servizio è così strutturato:
- Tra le 5:30 e le 20:30 circa, la linea svolge un servizio locale nel Bronx ed espresso a Manhattan e Brooklyn. Ferma in 28 stazioni, con un tempo di percorrenza di 1 ora e 10 minuti circa. La stazione di 138th Street-Grand Concourse viene saltata dai treni in direzione Manhattan durante l'ora di punta del mattino e dai treni in direzione Bronx durante l'ora di punta del pomeriggio;[6]
- Tra le 20:30 e le 00:30 e tra le 4:30 e le 5:30 circa, la linea viene prolungata da Crown Heights-Utica Avenue fino alla stazione di New Lots Avenue e svolge un servizio locale nel Bronx e a Brooklyn ed espresso a Manhattan. Ferma in 40 stazioni, con un tempo di percorrenza di 1 ora e 20 minuti circa;[6]
- Tra le 00:30 e le 04:30 circa, la linea svolge un servizio locale lungo tutto il percorso e continua ad essere prolungata fino alla stazione di New Lots Avenue. Ferma in 54 stazioni, con un tempo di percorrenza di 1 ora e 40 minuti circa.[6]

Durante le ore di punta tre corse vengono prolungate fino a New Lots Avenue e 14 corse in direzione Bronx terminano a Burnside Avenue, anziché a Woodlawn, saltando le stazioni tra 167th Street e Burnside Avenue. In occasione delle partite serali allo Yankee Stadium vengono svolte delle corse speciali espresse in direzione downtown che partono da 161st Street-Yankee Stadium e terminano a Bowling Green.
Possiede interscambi con 22 delle altre 24 linee della metropolitana di New York, con i servizi ferroviari suburbani Long Island Rail Road e Metro-North Railroad, con numerose linee automobilistiche gestite da MTA Bus, NJT Bus e NYCT Bus e con il traghetto Staten Island Ferry.

### Le stazioni servite
| Legenda servizio | Legenda servizio |
| ---------------- | --- |
|                  | Stazione servita 24 ore su 24 |
|                  | Stazione servita solo di notte |
|                  | Stazione servita sempre tranne in direzione downtown nell'ora di punta del mattino e in direzione uptown nell'ora di punta del pomeriggio |

|                            | Stazione                              |  | Interscambi con la metropolitana | Altri Interscambi                                  |
| -------------------------- | ------------------------------------- |  | -------------------------------- | -------------------------------------------------- |
| Bronx                      |                                       |  |                                  |                                                    |
| Linea IRT Jerome Avenue    |                                       |  |                                  |                                                    |
|                            | Woodlawn                              |  |                                  | MTA Bus · NYCT Bus                                 |
|                            | Mosholu Parkway                       |  |                                  | NYCT Bus                                           |
|                            | Bedford Park Boulevard-Lehman College |  |                                  | NYCT Bus                                           |
|                            | Kingsbridge Road                      |  |                                  | NYCT Bus                                           |
|                            | Fordham Road                          |  |                                  | NYCT Bus                                           |
|                            | 183rd Street                          |  |                                  | NYCT Bus                                           |
|                            | Burnside Avenue                       |  |                                  | NYCT Bus                                           |
|                            | 176th Street                          |  |                                  | NYCT Bus                                           |
|                            | Mount Eden Avenue                     |  |                                  |                                                    |
|                            | 170th Street                          |  |                                  | NYCT Bus                                           |
|                            | 167th Street                          |  |                                  | NYCT Bus                                           |
|                            | 161st Street-Yankee Stadium           |  | B · D                            | Metro-North Railroad · NYCT Bus                    |
|                            | 149th Street-Grand Concourse          |  | 2 · 5                            | NYCT Bus                                           |
|                            | 138th Street-Grand Concourse          |  | 5                                | NYCT Bus                                           |
| Manhattan                  |                                       |  |                                  |                                                    |
| Linea IRT Lexington Avenue |                                       |  |                                  |                                                    |
|                            | 125th Street                          |  | 5 · 6                            | Metro-North Railroad · NYCT Bus                    |
|                            | 116th Street                          |  |                                  | NYCT Bus                                           |
|                            | 110th Street                          |  |                                  | NYCT Bus                                           |
|                            | 103rd Street                          |  |                                  | NYCT Bus                                           |
|                            | 96th Street                           |  |                                  | NYCT Bus                                           |
|                            | 86th Street                           |  | 5 · 6                            | MTA Bus · NYCT Bus                                 |
|                            | 77th Street                           |  |                                  | NYCT Bus                                           |
|                            | 68th Street-Hunter College            |  |                                  | NYCT Bus                                           |
|                            | 59th Street                           |  | 5 · 6 · N · R · W                | MTA Bus · NYCT Bus                                 |
|                            | 51st Street                           |  | 6 · E · M                        | MTA Bus · NYCT Bus                                 |
|                            | Grand Central-42nd Street             |  | 5 · 6 · 7 · S                    | LIRR · Metro-North Railroad · MTA Bus · NYCT Bus   |
|                            | 33rd Street                           |  |                                  | MTA Bus · NYCT Bus                                 |
|                            | 28th Street                           |  |                                  |                                                    |
|                            | 23rd Street                           |  |                                  | MTA Bus · NYCT Bus                                 |
|                            | 14th Street-Union Square              |  | 5 · 6 · L · N · Q · R · W        | NYCT Bus                                           |
|                            | Astor Place                           |  |                                  | NYCT Bus                                           |
|                            | Bleecker Street                       |  | 6 · D · F                        | NYCT Bus                                           |
|                            | Spring Street                         |  |                                  |                                                    |
|                            | Canal Street                          |  | 6 · J · N · Q                    | NYCT Bus                                           |
|                            | Brooklyn Bridge-City Hall             |  | 5 · 6 · J · Z                    | MTA Bus · NYCT Bus                                 |
|                            | Fulton Street                         |  | 2 · 3 · 5 · A · C · J · Z        | NYCT Bus                                           |
|                            | Wall Street                           |  |                                  | NYCT Bus · NJT Bus                                 |
|                            | Bowling Green                         |  | 5                                | Staten Island Ferry · MTA Bus · NYCT Bus · NJT Bus |
| Brooklyn                   |                                       |  |                                  |                                                    |
| Linea IRT Eastern Parkway  |                                       |  |                                  |                                                    |
|                            | Borough Hall                          |  | 2 · 3 · 5 · N · R                | MTA Bus · NYCT Bus                                 |
|                            | Nevins Street                         |  | 2 · 3 · 5                        | MTA Bus · NYCT Bus                                 |
|                            | Atlantic Avenue-Barclays Center       |  | 2 · 3 · 5 · B · D · N · Q · R    | Long Island Rail Road · MTA Bus · NYCT Bus         |
|                            | Bergen Street                         |  |                                  | NYCT Bus                                           |
|                            | Grand Army Plaza                      |  |                                  | NYCT Bus                                           |
|                            | Eastern Parkway-Brooklyn Museum       |  |                                  |                                                    |
|                            | Franklin Avenue                       |  | 2 · 3 · 5 · S                    | NYCT Bus                                           |
|                            | Nostrand Avenue                       |  |                                  | NYCT Bus                                           |
|                            | Kingston Avenue                       |  |                                  | NYCT Bus                                           |
|                            | Crown Heights-Utica Avenue            |  | 3                                | NYCT Bus                                           |
| Linea IRT New Lots         |                                       |  |                                  |                                                    |
|                            | Sutter Avenue-Rutland Road            |  |                                  | NYCT Bus                                           |
|                            | Saratoga Avenue                       |  |                                  | NYCT Bus                                           |
|                            | Rockaway Avenue                       |  |                                  | NYCT Bus                                           |
|                            | Junius Street                         |  |                                  | NYCT Bus                                           |
|                            | Pennsylvania Avenue                   |  |                                  | NYCT Bus                                           |
|                            | Van Siclen Avenue                     |  |                                  |                                                    |
|                            | New Lots Avenue                       |  |                                  | NYCT Bus                                           |